# Grazay
Grazay är en kommun i departementet Mayenne i regionen Pays de la Loire i nordvästra Frankrike. Kommunen ligger i kantonen Mayenne-Est som tillhör arrondissementet Mayenne. År 2022 hade Grazay 626 invånare.

## Befolkningsutveckling
Antalet invånare i kommunen Grazay
| Referens: INSEE |